# Eleonora Medycejska
Eleonora Medycejska (ur. 28 lutego 1567 we Florencji, zm. 9 września 1611 w Cavrianie) – księżniczka Toskanii, od śmierci teścia Wilhelma I 14 sierpnia 1587 księżna Mantui i Montferratu.
Urodziła się jako najstarsza córka regenta Florencji i Sieny Franciszka (przyszłego wielkiego księcia Toskanii Franciszka I) i jego żony (późniejszej wielkiej księżnej) Joanny Habsburżanki.
29 kwietnia 1584 w Mantui poślubiła przyszłego księcia Mantui i Montferratu Wincentego I, zostając jego drugą żoną (pierwsze małżeństwo Wincentego z Małgorzatą Farnese zostało unieważnione 26 maja 1583). Z małżeństwa pochodziło sześcioro dzieci:
- Franciszek IV (ur. 1586, zm. 1612) – kolejny książę Mantui i Montferratu,
- Ferdynand I (ur. 1587, zm. 1626) – także przyszły książę Mantui i Montferratu,
- Wilhelm (ur. 1589, zm. 1591),
- Małgorzata (ur. 1591, zm. 1632)
- Wincenty II (ur. 1594, zm. 1627) – także przyszły książę Mantui i Montferratu,
- Eleonora (ur. 1598, zm. 1655).